# Tropidoscincus
Tropidoscincus — рід сцинкоподібних ящірок родини сцинкових (Scincidae). Представники цього роду є ендеміками Нової Каледонії.

## Види
Рід Tropidoscincus нараховує 3 видів:
- Tropidoscincus aubrianus Bocage, 1873
- Tropidoscincus boreus Sadlier & Bauer, 2000
- Tropidoscincus variabilis (Bavay, 1869)